# Brothers Under the Chin
Brothers Under the Chin è un cortometraggio muto del 1924 diretto da Ralph Ceder, prodotto da Hal Roach con Stan Laurel.
Il cortometraggio della durata di 20 minuti è la parodia della commedia Brothers Under the Skin del 1922. Fu pubblicato il 13 aprile 1924.